# 그레이슨 찬스
그레이슨 찬스(Greyson Chance, 1997년 8월 16일 ~ )는 미국의 가수 및 피아니스트이다. 2010년 에드먼드의 학예회에서 선보인 레이디 가가의 Paparazzi를 피아노를 연주하는 모습이 유튜브에 게시되어 많은 조회수를 올려 화제가 되었다. 그 후 데뷔 싱글인 Waiting Outside the Lines가 2010년 10월에 발매되었고, 데뷔 음반 Hold On 'til the Night가 2011년 2월 발매되었다.

## 음반
| 연도 | 분류 | 제목               | 역할 |
| ---- | ---- | ------------------ | ---- |
| 2020 | 싱글 | Dancing Next To Me | 가수 |